# Dendronephthya nigrotincta
Dendronephthya nigrotincta is een zachte koraalsoort uit de familie Nephtheidae. De koraalsoort komt uit het geslacht Dendronephthya. Dendronephthya nigrotincta werd in 1887 voor het eerst wetenschappelijk beschreven door Ridley. 